# 5e cérémonie des New York Film Critics Circle Awards
Les 5e New York Film Critics Circle Awards, décernés par le New York Film Critics Circle, ont été annoncés le 27 décembre 1939 et ont récompensé les films réalisés dans l'année.

## Palmarès

### Meilleur film
- Les Hauts de Hurlevent (Wuthering Heights)
  - Autant en emporte le vent (Gone with the Wind)
  - Mr. Smith Goes to Washington

### Meilleur réalisateur
- John Ford pour La Chevauchée fantastique (Stagecoach)
  - Ernst Lubitsch pour Ninotchka
  - Victor Fleming pour Autant en emporte le vent (Gone with the Wind)

### Meilleur acteur
- James Stewart pour le rôle de Jefferson Smith dans Mr. Smith Goes to Washington
  - Henry Fonda pour le rôle de Abraham Lincoln dans Vers sa destinée (Young Mr. Lincoln)
  - Robert Donat pour le rôle de Mr. Chips dans Au revoir Mr. Chips (Goodbye, Mr. Chips)

### Meilleure actrice
- Vivien Leigh pour le rôle de Scarlett O'Hara dans Autant en emporte le vent (Gone with the Wind)
  - Greta Garbo pour le rôle de Nina Ivanovna Yakouchova dans Ninotchka
  - Bette Davis pour le rôle de Judith Traherne dans Victoire sur la nuit (Dark Victory)

### Meilleur film en langue étrangère
- Regain •  France
  - La Fin du jour •  France